# H-index

14 publikációval rendelkező szerző -indexe: a publikációk a hivatkozások szerint csökkenő sorrendbe rendezettek. Bejelöltük az ezen adatpontok alá illeszkedő legnagyobb négyzetet (a bal alsó sarka az origóban): a ' -index ennek a négyzetnek az oldalhossza.

A 10, 9, 8, 7, 6, 5, 4, 3, 2, 1 hivatkozási gyakoriság esetén a Hirsch-tényező 5, mivel öt publikációt ≥ ötször, a többit pedig ≤ ötször idéztek. A hatodik publikációt is ötször idézték, de azzal nem lehet számolni, mert a Hirsch-tényező hatra nőne, és az öt idézet már nem lenne elég.

100, 100, 2, 2, 2, 2, 2, 2, 2, 2 hivatkozás esetén a Hirsch-tényező 2, mivel két publikációt legalább kétszer a többit legfeljebb kétszer idéztek.

100, 100, 9, 8, 3, 2, 2, 1, 1, 0 hivatkozás esetén a Hirsch-tényező 4, mivel négy publikációt legalább négyszer, a többit pedig legfeljebb négyszer idézték.

A {\displaystyle h}-index kulcsfontosságú adat a tudós globális szakmai megítéléséhez. A mérőszám a tudós publikációira történő hivatkozások bibliometrikus elemzésén alapul. Magas {\displaystyle h}-indexet eredményez, ha a tudós publikációinak jelentős részét gyakran idézik más publikációkban. A Jorge E. Hirsch fizikus által 2005-ben javasolt értékelési indexet Hirsch-indexnek, Hirsch-tényezőnek, Hirsch-együtthatónak, vagy {\displaystyle h}-számnak is nevezik.
Egy tudós {\displaystyle h}-indexe az idő múlásával nem csökkenhet, csak nőhet; de nem haladhatja meg a tudós publikációinak számát.
A {\displaystyle h}-index posztumusz is növekedhet. Korlátja a szerző publikációinak száma.

## Definíció
Egy tudós {\displaystyle h}-indexe az adott tudós azon publikációinak száma, amire legalább {\displaystyle h} -szor hivatkoztak.
Ez mindig azt a legnagyobb számot jelenti, amely megfelel ennek a követelménynek. A következő definíció ezzel egyenértékű: egy adott tudósnak akkor {\displaystyle h} a Hirsch-indexe, ha az összesen {\displaystyle N} tanulmánya közül {\displaystyle h}-t legalább {\displaystyle h}-szor, míg a többi {\displaystyle (N-h)} tanulmányt legfeljebb {\displaystyle h}-szor idézték.
Az index meghatározásához a szerző összes publikációját a hivatkozás gyakorisága szerinti csökkenő sorrendbe rendezzük, majd megkeressük azt az {\displaystyle r}-edik publikációt, amelyre kevesebb mint {\displaystyle r}-szer hivatkoztak. Ekkor {\displaystyle h=r-1}.
Hirsch szerint a sikeres tudós húsz év kutatói tevékenység után 20-as {\displaystyle h}-indexet ér el. A húsz évnyi kutatómunka után elért 40-es {\displaystyle h}-index azt a kiemelkedő tudóst mutatja, akivel valószínűleg csak a legjobb egyetemeken és nagy kutatólaboratóriumokban találkozunk. Húsz év kutatói tevékenység után csak a kivételes személyiség {\displaystyle h}-indexe nagyobb 60-nál.

## Néhány számítási példa
A példákban mindegyik szerzőnek egyenként 10 publikációja van:
- 10, 9, 8, 7, 6, 5, 4, 3, 2, 1 hivatkozás esetén a Hirsch-tényező 5, mivel öt publikációt legalább ötször, a többit legfeljebb ötször idéztek. A hatodik publikációt is ötször idézték, de azt nem számolhatjuk bele, mert a Hirsch-tényező hatra nőne, és az öt idézet már nem lenne elég.
- 100, 100, 2, 2, 2, 2, 2, 2, 2, 2 hivatkozás esetén a Hirsch-tényező 2, mivel két publikációt legalább kétszer, a többit legfeljebb kétszer.
- 100, 100, 9, 8, 3, 2, 2, 1, 1, 0 hivatkozás esetén a Hirsch-tényező 4, mivel négy publikációt legalább négyszer, a többit legfeljebb négyszer idéztek.

### Időbeli lefutás

Az első tanulmány megjelenésekor még senki sem hivatkozik rá. A szerző Hirsch-tényezője 0.
A műre egyszercsak először hivatkoznak. A szerző Hirsch-faktora ekkor 1.
A szerzőt másodszor is idézik. Hirsch-faktora marad 1.
A szerző új cikket ír. A Hirsch-faktor marad 1.
A második cikket is egyszer idézzik. A szerző Hirsch-faktora marad 1.
Egy idő után mindkét cikket pontosan kétszer idézik. Megkapja a 2-es Hirsch-faktort.
A következő öt cikk hivatkozás nélkül meg. A szerző Hirsch-faktora marad 2.
Ha minden dolgozatot kétszer idéznek, a Hirsch-tényező marad 2.
A szerzőnek eddigre két olyan dolgozata van, amelyet tízszer, és további öt, amelyet csak kétszer idéznek. Hirsch-faktora marad 2.
Megjelenik egy új, úttörő munka, amelyet közvetlenül a megjelenés után kétszer is idéznek. A szerző Hirsch-faktora marad 2.
Amikor ezt a harmadik cikket harmadszorra is idézik, a Hirsch-tényező 3-ra nő.
A szerzőnek most három dolgozata van, egyenként tizenegy, és további öt, egyenként három hivatkozással. A Hirsch-faktor 3.
A szerző még három cikket ír, de ezekre sehol nem hivatkoznak. A Hirsch-tényező továbbra is 3.
Az egyik cikk – amelyre korábban csak háromszor hivatkoztak – megkapja negyedik hivatkozását. A Hirsch-faktor 4-re nő.

## Háttér
A tudományos eredmények értékelésére szolgáló {\displaystyle h}-indexet 2005-ben Jorge E. Hirsch, Argentínában született amerikai fizikus vezette be a Proceedings of the National Academy of Sciences című folyóiratban.
A h -index ma már számos referencia-adatbázisban megtalálható, pl. a Google Tudósban – ha a szerző rendelkezik ott profillal.

### Példa különböző adatbázisokból kiindulva
A {\displaystyle h}-index meghatározásához használt adatbázis hatása jól szemléltethető Stephen W. Hawking (1942–2018) elméleti fizikus példáján. Az adatok gyűjtése 2017. június 15-én történt:
| Adatbázis         | Publikációk száma | Hivatkozások száma | h -index |
| ----------------- | ----------------- | ------------------ | -------- |
| Google Tudós      | 908               | 121 425            | 118      |
| Scopus            | 148               | 0 29 985           | 0 66     |
| Web of Science CC | 179               | 0 37 484           | 0 78     |

### Továbbfejlesztés
A {\displaystyle h} -indexet nemcsak a szerzők, hanem intézmények, munkacsoportok, országok vagy folyóiratok mutatójaként is használják. A változatokat bizonyos célokra is használják (lásd lejjebb).

### Jellemzők
A {\displaystyle h} -indexnek van néhány előnye a többi mérőszámmal szemben (például egy szerző hivatkozásainak teljes számával vagy az impakt faktorral), mivel egyetlen, gyakran idézett publikáció hivatkozásszáma nem gyakorol nagy befolyást az indexre. Ez azonban hátrány is lehet, mivel előfordul, hogy egy-egy úttörő cikk nem kap megfelelő súlyt (mintegy harmonikus egyeztetés van az idézetek értékelésében). Emellett nem veszik figyelembe sem a társszerzők számát, sem azt, hogy a hivatkozott publikáció eredeti mű-e vagy áttekintő cikk. Általánosságban meg kell jegyezni, hogy az idézetek egy publikáció (különbözően indokolt) „népszerűségét” mérik, és nem feltétlenül tudományos relevanciáját; a korán elhunyt Évariste Galois {\displaystyle h} -indexe alapvető matematikai munkái ellenére csak 2 lett volna, Albert Einsteiné pedig 4 lett volna az Annus Mirabilis-tanulmányok után.
Fiatal kutatók egy adott témában általában alacsonyabb {\displaystyle h} -indexszel rendelkeznek az idősebbeknél (hiszen kevesebb publikációt jelentettek meg). Azokban a tudományágakban, ahol kevesebb publikáció – és hivatkozás – jelenik meg, a h -index alacsonyabb, mint a gyakran publikáló tudományágakban. A magas termelékenységet nem feltétlenül jutalmazza magasabb index, a {\displaystyle h} -index ugyanis legfeljebb akkora lehet, mint a publikációk száma.

### Problémák, kritika
Az alapadatok összegyűjtése nagy nehézséget jelent. A Hirsch (Web of Science from Clarivate) által javasolt adatbázisban többek között a könyvkiadványok is alig szerepelnek, ami erősen befolyásolja a mérés eredményét. Különösen a társadalom- és bölcsészettudományok területén más publikáció, így a könyvismertető is fontos anélkül, hogy gyakran idéznék, és így figyelembe vennék őket a {\displaystyle h} -indexben. Ha viszont a felmérést kibővítjük egy ellenőrizetlen, nagyobb tudományos publikációs adatbázissal (pl. Google Tudós), akkor a {\displaystyle h} -index manipulálható, könnyen növelhető nagy számú önreferencia révén, ahogy azt a Grenoble-i Egyetemen 2011-ben be is bizonyították. Ezért a {\displaystyle h} -index mellett mindig meg kell adni az alapul szolgáló adatbázist és a felmérés dátumát. 
Gondot okoz még az azonos nevű szerzők megkülönböztetése, ami például az ORCID-azonosító használatával küszöbölhető ki.
A {\displaystyle h} -index és más, összehasonlítható bibliometrikus mérőszámok jelentősége a tudósok pályájában olyan optimalizálási stratégiákhoz vezet, amelyek negatívan befolyásolják a tudományos kultúrát. Hatékony lehet például egy kiadványt több részre bontani, és egyenként, önidézéssel, önérdekből kiadni. Egy másik lehetséges stratégia egy 10–15 tudósból álló csoport („gondolatiskola") kialakítása, amely saját folyóiratot jelentet meg, és abban gyakran idézik egymást. Az idézőkörhinta (más néven hivatkozási kartell) szintén a személyes tényező javításának egyik módja. Ekkor tudósok egy csoportja összeáll, hogy publikációkban egymást idézzék, vagy a csoport tagjait társszerzőnek tekintsék (vélhetőleg sűrűn hivatkozott) publikációkban. Ez a gyakorlat aláássa a tudomány komolyságát, éppen ezért kezdeményezték a {\displaystyle h} -index feladását, vagy a {\displaystyle h} -index számos hiányának korrigálását. 
További kritika azt a tényt illeti, hogy a {\displaystyle h}-index nem mond semmit a kutatási eredmény alkalmazásáról. A következő kritikai megjegyzések különösen érvényesek az (eredetileg) erősen alkalmazásfókuszú tudományágakra; ilyen a klímavédelem, a természetvédelem vagy az erdészet és a mezőgazdaság. Előfordul, hogy a tudományos eredmények nem kerülnek be a gyakorlatba, és a tudósok gyakran nem elégítik ki megfelelően a szakemberek információigényét. Ennek egyik lehetséges oka az, hogy a mai tudományos értékelési rendszer a {\displaystyle h}-indexet és társait használja, amely a kutatói munka tudományos körökben való megítélésére és nem a gyakorlati eredményre fókuszál. Meg kell említeni, hogy az úgynevezett „gyakorlati eredmény” mennyiségi vagy minőségi értékelésére jelenleg nincsenek indexek. A kutatók érdeke a magas {\displaystyle h}-index, míg a gyakorlati eredmény kevésbé releváns a tudós karrierje szempontjából. Itt kell megemlíteni, hogy a szabadalmak bejegyzése, a termékfejlesztésen keresztüli pénzügyi ellentételezés és a vállalatok közvetlen támogatása éppen az alkalmazott tudományt díjazza. A gyakorlatban (természetvédelem, mezőgazdaság, vízgazdálkodás stb.) azonban az idegen nyelvű kutatási eredményeket kevésbé olvassák. A anyanyelvi publikáció és a szabadon hozzáférhető nyomtatott kiadvány csökkenti azt a szakadékot, amely egyesek szerint a kutatás és a gyakorlat között fennáll. Az anyanyelven megjelent publikáció azonban egyes tudományterületeken kevesebb tudóshoz jut el, és ezért kevesebb hivatkozást kap. Adott regionális élőhely kezelésével kapcsolatos kérdések például nem érdeklik a világ tudományos közösségét, ezért kevésbé idézhetők. A {\displaystyle h}-index hivatkozásfókuszú, így a regionális kérdések lényegesen kevesebb figyelmet kapnak a globális folyóiratokban; nagyobb valószínűséggel kerülnek regionális folyóiratokba.
Azt is kritizálják, hogy a kevesebb tudóst foglalkoztató tudományág kutatójának nehezebb nagy számú idézetet szerezni, és ezért alacsonyabb az átlagos {\displaystyle h}-indexe, mint annak a kutatónak, aki népszerű tudományágban dolgozik (pl. fizika, biológia). 
A {\displaystyle h}-index nem mond semmit a munka minőségéről, csak a népszerűségéről (lásd fentebb). Néha még a nyilvánvaló módszertani hibákat tartalmazó cikk is sok hivatkozást kap – és ezzel növeli a szerző {\displaystyle h}-indexét –, mivel a többi tudós saját cikkében rámutat a módszertani hibákra, és ezzel idézi a hibás cikket.

## Magash{\displaystyle h}-indexű tudósok

### A legmagasabbh{\displaystyle h}-indexű tudósok Hirsch szerint
A Hirsch-index közzététele idejéna fizikusok között Edward Wittennek volt a legmagasabb {\displaystyle h}-indexe:120. A többi fizikus 62 és 107 közötti {\displaystyle h}-indexet ért el. Hirsch az 1983 és 2002 közötti idézetek alapján {\displaystyle h} -indexet számított a biológia és az orvosbiológia kutatói számára is. Ebben a tudományágban 191-gyel Solomon H. Snyder volt a legmagasabb h -indexű, a rangsorban következő kilenc kutató {\displaystyle h}-indexe 160 és 120 között volt.

### Néhány 2021-esh{\displaystyle h}-index
Az alábbiak a 2021. május 7-i állapotot tükrözik a Scopus adatbázis szerint.
| Vezetéknév           | Szakterület          | Publikáció | Összes hivatkozás | {\displaystyle h}-index | forrás |
| -------------------- | -------------------- | ---------- | ----------------- | ----------------------- | ------ |
| Albert Einstein      | fizika               | 0 102      | 0 25 984          | 0 41                    | [ 9 ]  |
| Stephen Hawking      | fizika               | 0 161      | 0 44 981          | 0 75                    | [ 10 ] |
| Didier Queloz        | fizika               | 0 494      | 0 29 739          | 0 88                    | [ 11 ] |
| Christian Drosten    | virológia            | 0 437      | 0 42,835          | 0 88                    | [ 12 ] |
| John B. Goodenough   | kémia                | 0 987      | 130 937           | 164 (2023. június 27.)  | [ 13 ] |
| Edward Witten        | fizika               | 0 303      | 111 651           | 145                     | [ 14 ] |
| Anthony Fauci        | immunológia          | 1180       | 118,166           | 178                     | [ 15 ] |
| David Baltimore      | virológia            | 0 742      | 125 839           | 179                     | [ 16 ] |
| Ronald M. Evans      | molekuláris biológia | 0 562      | 136,032           | 180                     | [ 17 ] |
| Carlo Maria Croce    | rákkutatás           | 1298       | 172,299           | 194                     | [ 18 ] |
| Matthias Mann        | fizika               | 0 786      | 168,025           | 204                     | [ 19 ] |
| Solomon H. Snyder    | idegtudomány         | 1278       | 180 055           | 218                     | [ 20 ] |
| George M. Whitesides | kémia                | 1370       | 241,022           | 228                     | [ 21 ] |
| Robert S. Langer     | vegyészmérnök        | 1761       | 217 459           | 229                     | [ 22 ] |
| Bert Vogelstein      | rákkutatás           | 0 625      | 296 736           | 238                     | [ 23 ] |
| Michael Grätzel      | kémia                | 1651       | 333 566           | 259                     | [ 24 ] |

## Internetes link
- Harzing.com – Publish or Perish Ingyenes elemzőeszköz a Hirsch-tényező meghatározásához a Google Tudós adatai alapján
- ISI Web of Knowledge – {\displaystyle h}-indexet tartalmazó adatbázis (csak regisztráció után)
- SCImagojr.com – folyóiratok  {\displaystyle h}-indexe
- A h-index – a bibliometrikus kulcsszám számítása és jelentése, oktatóvideó (német)
- Kutatónőket ritkábban idéznek

## Fordítás
Ez a szócikk részben vagy egészben  a   h-index című német Wikipédia-szócikk ezen változatának fordításán alapul.  Az eredeti cikk szerkesztőit annak laptörténete sorolja fel. Ez a jelzés csupán a megfogalmazás eredetét és a szerzői jogokat jelzi, nem szolgál a cikkben szereplő információk forrásmegjelöléseként.